# Open de Nice Côte d'Azur 2011
L'Open de Nice Côte d'Azur 2011  è stata la 26ª edizione del torneo ATP Nizza. Fa parte dell'ATP World Tour 250 series nell'ambito dell'ATP World Tour 2011. All'evento hanno preso parte solamente gli uomini, e si è giocato sulla terra rossa del Nice Lawn Tennis Club in Francia, dal 16 al 21 maggio 2011.

## Partecipanti ATP

### Teste di serie
| Giocatore            | Nazionalità | Ranking* | Testa di serie |
| -------------------- | ----------- | -------- | -------------- |
| David Ferrer         | Spagna      | 6        | 1              |
| Tomáš Berdych        | Rep. Ceca   | 7        | 2              |
| Nicolás Almagro      | Spagna      | 10       | 3              |
| Andy Roddick         | Stati Uniti | 12       | 4              |
| Aleksandr Dolhopolov | Ucraina     | 20       | 5              |
| Marcos Baghdatis     | Cipro       | 27       | 6              |
| Serhij Stachovs'kyj  | Ucraina     | 36       | 7              |
| Fabio Fognini        | Italia      | 48       | 8              |

- Le teste di serie sono basate sul ranking del 9 maggio 2011.

### Altri partecipanti
I seguenti giocatori hanno ricevuto una wild card per il tabellone principale:
- Julien Benneteau
- Ernests Gulbis
- Édouard Roger-Vasselin

I seguenti giocatori sono passati dalle qualificazioni:

- Andreas Haider-Maurer
- Benoît Paire
- Pere Riba
- Guillaume Rufin
- Robin Haase (Lucky Loser)

## Campioni

### Singolare maschile
Nicolás Almagro ha sconfitto in finale  Victor Hănescu per 6(5)–7, 6-3, 6-3.
- È il 10º titolo in carriera per Almagro.

### Doppio maschile
Eric Butorac /  Jean-Julien Rojer hanno sconfitto in finale  Santiago González /  David Marrero per 6-3, 6-4.